# Сильва, Хордан
Хордан Хесус Сильва Диас (исп. Jordan Jesús Silva Díaz; родился 30 июля 1994 года в Матеуала, Мексика) — мексиканский футболист, защитник клуба «Тихуана». Участник Олимпийских игр 2016 года в Рио-де-Жанейро.

## Клубная карьера
Сильва — воспитанник клуба «Толука». 13 апреля 2014 года в матче против «Леона» он дебютировал в мексиканской Примере. 31 августа в поединке против «Веракрус» Хордан забил первый гол за «Толуку».

## Международная карьера
В 2015 году Сильва в составе молодёжной сборной Мексики завоевал серебряные медали Панамериканских игр в Канаде. На турнире он сыграл в матчах против команд Парагвая, Тринидада и Тобаго, Панамы и дважды Уругвая. В поединке против уругвайцев Сильва забил гол. В том же году Хордан принял участие в Турнире в Тулоне.
Летом 2016 года Сильва в составе олимпийской сборной Мексики принял участие в Олимпийских играх в в Рио-де-Жанейро. На турнире он был запасным и на поле не вышел.

## Достижения
Мексика (до 22)
- Панамериканские игры — 2015